# ریچموند، یورک‌شر شمالی
latitudeریچموند، یورک‌شر شمالیlongitudeریچموند، یورک‌شر شمالی
ریچموند، یورک‌شر شمالی (به انگلیسی: Richmond, North Yorkshire) یک منطقهٔ مسکونی در انگلستان است که در یورکشایر و هامبر واقع شده‌است.

## خصوصیات
ریچموند ۸٬۱۸۰ نفر جمعیت دارد.